# Daniele Bracciali
Daniele Bracciali (Arezzo, 1978. január 10. –) korábbi olasz hivatásos teniszező. Eddigi pályafutása során 1 egyéni és 6 páros ATP-tornát nyert meg. Kedvenc borítása a fű és a kemény pálya. Részt vett a 2012-es londoni olimpián ahol Andreas Seppi oldalán veszített az első fordulóban a Tomáš Berdych, Radek Štěpánek cseh kettőstől, vegyes párosban pedig Roberta Vinci partnereként a második fordulóba jutott. 
2018-ban életre szóló eltiltást kapott, mivel honfitársával Potito Staracével a 2011-es barcelonai tornán fogadtak a saját mérkőzéseikre és csaltak azokon. Ezen felül még 250 ezer dolláros büntetést is fizetnie kellett.

## ATP-döntői

### Egyéni

#### Győzelmei (1)
| Összesítés                                            | Összesítés |
| ----------------------------------------------------- | ---------- |
| Grand Slam-torna                                      | (0)        |
| ATP World Tour Masters 1000 / ATP Masters Series      | (0)        |
| ATP World Tour 500 Series / International Series Gold | (0)        |
| ATP World Tour 250 Series / International Series      | (1)        |
| ATP World Tour Finals / Tennis Masters Cup            | (0)        |

|   | Dátum             | Torna                            | Borítás | Ellenfél a döntőben | Eredmény a döntőben |
| 1 | 2006. április 30. | Grand Prix Hassan II, Casablanca | Salak   | Nicolás Massú       | 6–1, 6–4            |

### Páros

#### Győzelmei (6)
|   | Dátum                | Torna                                      | Borítás     | Partner            | Ellenfelek a döntőben                 | Eredmény a döntőben |
| 1 | 2005. február 6.     | Internazionali di Lombardia, Milánó        | Szőnyeg (f) | Giorgio Galimberti | Jean-Francois Bachelot Arnaud Clément | 6–7(8), 7–6(6), 6–4 |
| 2 | 2010. október 31.    | St. Petersburg Open, Szentpétervár         | Kemény (f)  | Potito Starace     | Róhan Bópanna Iszámul-Hak Kuraisi     | 7–6(6), 7–6(5)      |
| 3 | 2011. június 18.     | Ordina Open, ’s-Hertogenbosch              | Fű          | Frantisek Cermak   | Robert Lindstedt Horia Tecău          | 6–3, 2–6, [10–8]    |
| 4 | 2011. augusztus 6.   | Bet-at-home Cup Kitzbühel, Kitzbühel       | Salak       | Santiago González  | Franco Ferreiro André Sá              | 7–6(1), 4–6, [11–9] |
| 5 | 2011. szeptember 25. | BRD Năstase Țiriac Trophy, Bukarest        | Salak       | Potito Starace     | Julian Knowle David Marrero           | 3–6, 6–4, [10–8]    |
| 6 | 2018. július 29.     | J. Safra Sarasin Swiss Open Gstaad, Gstaad | Salak       | Matteo Berrettini  | Denisz Molcsanov Igor Zelenay         | 7–6(2), 7–6(5)      |